# Dexter (producer)
 For alternative betydninger, se Dexter. (Se også artikler, som begynder med Dexter)
Remy Verheijen, bedre kendt som Dexter er en electronica-producer fra Holland.